# Jean-Baptiste Le Brument
Jean-Baptiste Le Brument, né le 7 janvier 1736 à Rouen où il est mort le 6 juillet 1804, est un architecte français.

## Biographie
Né sur la paroisse de Saint-Maclou, Le Brument était destiné par son père, entrepreneur de bâtiments, à suivre cette même carrière. Il se livra avec beaucoup d’ardeur à l'étude théorique et pratique de tout ce qui se rapportait à la construction, entra à l'école de dessin de Rouen de Descamps et remporta un prix d’architecture. Il eut comme élève et comme apprenti Jean-Jacques Lequeu.
Après avoir passé quelques années à Paris pour en étudier les nombreux édifices, il revint dans sa ville natale et y construisit sur ses plans plusieurs maisons particulières, où se faisaient remarquer la noblesse et la pureté du style. Choisi, en 1767, pour continuer les travaux d’édification de l'Hôtel-Dieu, aujourd'hui église paroissiale Sainte-Madeleine, Le Brument en modifia le plan primitif et, non content de l’immense quantité de détails qu’il lui avait fallu donner pour arriver à cette modification, il fit encore modeler en relief la totalité de son projet, afin de se mieux pénétrer de l’effet qu’il devait produire. On remarque, en général, dans cette église de style grec, achevée et livrée au culte en 1781, un plan simple, de belles proportions, des profils et des ornements d’un bon choix.
Cet habile architecte avait aussi été chargé de l’achèvement du grand bâtiment de l'abbatiale Saint-Ouen, devenue hôtel de ville, et on lui doit les deux magnifiques escaliers qui, par leur élégante hardiesse, font l'admiration des connaisseurs. Admis, en 1778, à l'Académie des sciences, belles-lettres et arts de Rouen, Le Brument justifia pleinement le choix de ses collègues par les travaux qu'il présenta à cette compagnie. En 1792, il fut appelé par le Directoire du département à professer un cours élémentaire d’architecture au ci-devant collège, mission dont il s'acquitta avec distinction et désintéressement jusqu’en 1793.
Dans les dernières années de sa vie, il se livra avec un redoublement de zèle à la recherche et à la perfection des machines utiles à son art, ce qui contribua à altérer la robuste santé dont il avait joui constamment. 
Le Brument a écrit un Mémoire sur l'embellissement de la ville de Rouen et sur les moyens de donner un Grand prix aux biens nationaux qui devaient être mis en vente, mémoire lu en 1791 à la réunion des Amis de la Constitution ; de plus, un abrégé de son Cours d’architecture. Ces deux mémoires sont restés inédits.

## Interventions
- Église Notre-Dame d'Orgeville-en-Vexin (XIVe (?) et XVIIIe)[2]. L'édifice daterait du XIVe siècle. Des travaux sur la nef ont été réalisés en 1785.

- Église paroissiale Saint-Martin, Condé-sur-Risle[3]

- Église paroissiale Notre-Dame, Flipou[4]

- Moulins, Saint-Léger-du-Bourg-Denis[5]

- Hôtel Midy, Rouen, place de la Pucelle[6]

- Presbytère Saint-Vivien, Rouen[7]

- Hôpital Saint-Louis, Saint-Roch, Rouen, rue de Lecat,  Classé MH (1932),  Inscrit MH[8]

- Domaine de la Tuilerie, Cauverville-en-Roumois,  Inscrit MH (2011)[9]

- Église paroissiale Saint-Germain, Isneauville[10]

- Église paroissiale Saint-Martin-du-Pont, Rouen ; rue Grand-Pont[11]

- Couvent d'Augustins, Rouen, quai de Paris,  Classé MH (1958)[12]

- Presbytère, Tourville-la-Rivière[13]

## Source
- Théodore-Éloi Lebreton, Biographie rouennaise, Rouen, Le Brument, 1865, p. 220-1